# 韓国国際放送交流財団
韓国国際放送交流財団（かんこくこくさいほうそうこうりゅうざいだん）は、大韓民国内外への紹介を目的として、1996年4月10日に設立された韓国のテレビ局。

## 略歴
- 1996年 : 在韓外国人を対象に、英語のテレビ放送「アリラン・コリア」（Arirang Korea）の配信を開始。
- 1999年：韓国を国際的にアピールするための放送を国外へ向けて配信開始。
- 2000年 : 衛星放送による地球規模の英語テレビ放送「アリラン・ワールド」（Arirang World）の配信を開始。
- 2003年 : 韓国で英語のFMラジオ「アリラン・ラジオ」（Arirang Radio）の放送を開始。
- 2004年：アラビア語のテレビ放送「アリラン･アラブ」（Arirang Arab）の配信を開始。

## アリラン国際放送
アリラン国際放送（Arirang TV）は、韓国国際放送交流財団が運営する国際テレビ放送局。本拠地は、大韓民国ソウル特別市。韓国の時事、文化や歴史に関する英語情報を韓国周辺地域へ提供している。放送局名である「アリラン」は、朝鮮の代表的な伝統民謡であるアリランに由来している。
テレビ放送は、韓国国内に居住している外国人視聴者を主に対象としている「Arirang　Korea」と海外向けの「Arirang World」(自主番組は「Korea」・「World」共に全て英語で制作されているが、ドラマ・音楽番組など国内向けに制作された韓国語番組を再送信する際には英語・中国語・スペイン語などの字幕が入る)、英語番組を編成の基調としながらも毎日6時間程度アラビア語への吹き替え(もしくは字幕の挿入)が行われている「Arirang Arab」の3系統に分類されている他、英語による音声放送(2系統)も行われている。
当初は番組の再送信を行っているケーブルテレビ(CATV)局やKTスカイライフへの加入(韓国国内)、もしくは衛星波の受信に対応した専用のパラボラアンテナ・チューナーなどを用意する必要があったが、現在は「Arirang Arab」を除くほとんどの番組が公式ホームページ上でストリーミング配信されている。テレビ放送(ストリーミング)のビットレートは通信事情が完全に高速化されていない環境での視聴を考慮して「Arirang Korea」・「Arirang World」共に141kbpsに抑えられている為、CATV経由及び衛星波を直接受信した場合に比べ、画質・音質の劣化は否めないものの、実効速度が1mbpsに満たない環境であっても途切れの少ない安定的な配信を実現している。番組の視聴・聴取(音声放送)は全て無料であるが、報道番組の「Arirang News」(英語)を除くVOD(ビデオオンデマンド)サービスの利用には「会員登録」(無料)が必要。
日本国内では、旧インターローカルTVにおいて一部の番組がサイマル放送されていた時期もあったが、同局は廃局し、現在はチャンネル700の一部の時間帯で再送信している。

## アリランラジオ
アリランラジオ（Arirang Radio）は、韓国国際放送交流財団が運営する国際テレビ放送局。本拠地は、大韓民国ソウル特別市。韓国の時事、文化や歴史に関する英語情報を韓国周辺地域へ提供している。放送局名である「アリラン」は、朝鮮の代表的な伝統民謡であるアリランに由来している。
テレビ放送は、韓国国内に居住している外国人視聴者を主に対象としている「Arirang　Korea」と海外向けの「Arirang World」(自主番組は「Korea」・「World」共に全て英語で制作されているが、ドラマ・音楽番組など国内向けに制作された韓国語番組を再送信する際には英語・中国語・スペイン語などの字幕が入る)、英語番組を編成の基調としながらも毎日6時間程度アラビア語への吹き替え(もしくは字幕の挿入)が行われている「Arirang Arab」の3系統に分類されている他、英語による音声放送(2系統)も行われている。
当初は番組の再送信を行っているケーブルテレビ(CATV)局やKTスカイライフへの加入(韓国国内)、もしくは衛星波の受信に対応した専用のパラボラアンテナ・チューナーなどを用意する必要があったが、現在は「Arirang Arab」を除くほとんどの番組が公式ホームページ上でストリーミング配信されている。テレビ放送(ストリーミング)のビットレートは通信事情が完全に高速化されていない環境での視聴を考慮して「Arirang Korea」・「Arirang World」共に141kbpsに抑えられている為、CATV経由及び衛星波を直接受信した場合に比べ、画質・音質の劣化は否めないものの、実効速度が1mbpsに満たない環境であっても途切れの少ない安定的な配信を実現している。番組の視聴・聴取(音声放送)は全て無料であるが、報道番組の「Arirang News」(英語)を除くVOD(ビデオオンデマンド)サービスの利用には「会員登録」(無料)が必要。
日本国内では、旧インターローカルTVにおいて一部の番組がサイマル放送されていた時期もあったが、同局は廃局し、現在はチャンネル700の一部の時間帯で再送信している。